# Dutendorf
Dutendorf ist ein Gemeindeteil des Marktes Vestenbergsgreuth im Landkreis Erlangen-Höchstadt (Mittelfranken, Bayern). Die Gemarkung Dutendorf hat eine Fläche von 2,887 km². Sie ist in 396 Flurstücke aufgeteilt, die eine durchschnittliche Flurstücksfläche von 7289,44 m² haben. In ihr liegt neben dem namensgebenden Ort der Gemeindeteil Vestenbergsgreuth (zum Teil).

## Geographie
Das Dorf liegt an der Kleinen Weisach und am Oberwinterbach, der im Ort als linker Zufluss in die Kleine Weisach mündet. Unmittelbar ist der Ort von Acker- und Grünland umgeben. Weiter nördlich gibt es größeres, zusammenhängendes Waldgebiet, im Nordwesten Distelteich genannt. Etwa einen Kilometer nördlich befindet sich der Hirschberg (367 m ü. NHN).
Die Kreisstraße ERH 18 verläuft nach Burgweisach (1,8 km westlich) bzw. an Hermersdorf vorbei nach Frimmersdorf (3,3 km östlich). Die Kreisstraße ERH 19 verläuft nach Oberwinterbach (1 km nordwestlich) bzw. nach Vestenbergsgreuth (1,1 km südlich).

## Geschichte
Der Ort wurde im Würzburger Urbar von 1317 als „Tutendorf“ erstmals urkundlich erwähnt. Als Würzburger Lehensträger des dortigen Zehnts wurde Friedrich Swimmer genannt. Im Ort gab es eine Kapelle, die von der Pfarrei Burghaslach versorgt wurde (seit dem 18. Jahrhundert verfallen). 1512 kaufte der Forchheimer Chorherr Michael Koßlinger einen Hof zu Dutendorf vom Nürnberger Patrizier Endres Geuder den Ältern. Diesen Hof, der freieigen war, überschrieb Koßlinger dem von ihm gestifteten St.-Anna-Spital in Höchstadt. Eine Mühle, die die Jahreszahl 1595 trägt, war ursprünglich in Besitz des Freiherrn Leopold von Münster. Außerdem gehörte den Freiherren ein Schloss – später als Bauernhof (Hs.-Nr. 3) genutzt. 1738 gehörte dieser dem Höchstadter Amtmann v. Crolo. Während des Dreißigjährigen Krieges wurde der Ort abgebrannt und verödete. Auch noch 1653, fünf Jahre nach Kriegsende, war der Ort unbewohnt. Der Ort lag bis zum Ende des Alten Reiches im Hochgerichtsbereich des Castellschen Centamtes Burghaslach. Grundherren waren neben der Grafschaft Castell, das Vogteiamt Gremsdorf des Klosters Michelsberg, das St. Anna-Spital in Höchstadt und das bambergische Kastenamt Höchstadt.
1806 kam Dutendorf an das Königreich Bayern. Im Rahmen des Gemeindeedikts wurde 1808 der Ort dem Steuerdistrikt Breitenlohe zugeordnet. 1814 wurde der Steuerdistrikt Dutendorf gebildet, zu dem Hermersdorf, Oberwinterbach, Ochsenschenkel und Vestenbergsgreuth gehörten. Mit dem Zweiten Gemeindeedikt (1818) entstanden zwei Ruralgemeinden:
- Dutendorf mit Oberwinterbach und Ochsenschenkel,
- Vestenberg mit Hermersdorf.

Die Ruralgemeinde Dutendorf war in Verwaltung und Gerichtsbarkeit dem Landgericht Höchstadt zugeordnet und in der Finanzverwaltung dem Rentamt Höchstadt. 1821 fiel Dutendorf an das Herrschaftsgericht Burghaslach zurück, während die Ortsteile bei den ursprünglichen Verwaltungsbehörden verblieben. 1838 wurden Oberwinterbach und Ochsenschenkel nach Kleinweisach umgemeindet. Ab dem 22. November 1852 wurde nun auch für Dutendorf die Verwaltung und Gerichtsbarkeit vom Landgericht Höchstadt übernommen und die Finanzverwaltung vom Rentamt Höchstadt (1919 in Finanzamt Höchstadt umbenannt, 1929–1972: Finanzamt Forchheim, seit 1972: Finanzamt Erlangen). Ab 1862 gehörte Dutendorf zum Bezirksamt Höchstadt an der Aisch (1939 in Landkreis Höchstadt an der Aisch umbenannt). Die Gerichtsbarkeit blieb beim Landgericht Höchstadt (1879 in das Amtsgericht Höchstadt an der Aisch umgewandelt), von 1959 bis 1973 war das Amtsgericht Forchheim zuständig, seitdem ist es das Amtsgericht Erlangen. Die Gemeinde hatte eine Gebietsfläche von 3,030 km².
Am 1. Januar 1972 wurde die Gemeinde Dutendorf mit Kleinweisach und Frickenhöchstadt zur neuen Gemeinde Weisachgrund zusammengeschlossen. Am 1. Mai 1978 verlor diese Gemeinde ihre Selbständigkeit und wurde in den Markt Vestenbergsgreuth eingegliedert.

### Baudenkmäler
- Haus Nr. 1: Wappenstein
- Haus Nr. 3: Ehemalige Brauerei
- Haus Nr. 6: Wohnstallhaus

### Einwohnerentwicklung
| Jahr      | 1819   | 1840   | 1852   | 1855   | 1861   | 1867   | 1871   | 1875   | 1880   | 1885   | 1890   | 1895   | 1900   | 1905   | 1910   | 1919   | 1925   | 1933   | 1939   | 1946   | 1950   | 1952   | 1961  | 1970   | 1987   | 2020  |
| Einwohner | 123    | 131    | 120    | 130    | 108    | 118    | 101    | 112    | 116    | 122    | 113    | 99     | 106    | 97     | 112    | 92     | 86     | 89     | 98     | 157    | 136    | 112    | 105   | 110    | 94     | 91    |
| Häuser    |        | 23     |        |        |        |        | 19     |        |        | 21     | 21     |        | 20     |        |        |        | 19     |        |        |        | 20     |        | 23    |        | 24     |       |
| Quelle    | [ 13 ] | [ 14 ] | [ 15 ] | [ 15 ] | [ 16 ] | [ 17 ] | [ 18 ] | [ 19 ] | [ 20 ] | [ 21 ] | [ 22 ] | [ 15 ] | [ 23 ] | [ 15 ] | [ 24 ] | [ 15 ] | [ 25 ] | [ 15 ] | [ 15 ] | [ 15 ] | [ 26 ] | [ 15 ] | [ 9 ] | [ 27 ] | [ 28 ] | [ 1 ] |

## Religion
Der Ort ist seit der Reformation evangelisch-lutherisch geprägt und nach St. Maria (Kleinweisach) gepfarrt. Die Einwohner römisch-katholischer Konfession sind nach Kreuzerhöhung (Breitenlohe) gepfarrt.